# Witse Meeussen
Witse Meeussen (* 8. März 2001 in Duffel) ist ein belgischer Cyclocrossfahrer.

## Sportlicher Werdegang
Meeussen wuchs in Vlimmeren auf und fiel in der Jugend bereits frühzeitig der Fachwelt auf. In seinem zweiten Jahr als Junior gewann in seiner Altersklasse den Weltcup und wurde Vizewelt- und -europameister. Danach hatte er mit einigem Verletzungspech zu kämpfen, unter anderem unterzog er sich zwei Knieoperationen. 2022/2023, in seiner letzten U23-Saison, war er jeweils Dritter der Welt- und Europameisterschaften, dazu erzielte er seinen bislang wichtigsten Erfolg als belgischer U23-Meister.
In der Elite fuhr er ab 2023 für das Entwicklungsteam von Alpecin-Deceuninck, auch im Straßenradsport, wo er bislang keine bedeutenden Erfolge erzielen konnte. In der Cyclocross-Saison 2023/2024 kam er im Weltcup zweimal unter die besten Zehn und wurde Achter der Cyclocross-Weltmeisterschaften 2024. Beim Citadelcross 2024 brach er sich das Schlüsselbein und verpasste die Rennen der Kerstperiode, stieg aber nach einem Monat wieder ins Renngeschehen ein.

## Erfolge
2018/2019
 Weltmeisterschaften (Junioren)
 Europameisterschaften (Junioren)
Weltcup (Junioren) – Gesamtwertung / Bern, Tábor, Hoogerheide
2022/2023
 Weltmeisterschaften (U23)
 Europameisterschaften (U23)
 Belgischer Meister (U23)
2023/2024
 Europameisterschaften – Staffel